# Антипасха
Антипасха или Мали васкрс или Томина недеља (грч. Άντίπασχα - уместо Пасхе) је православни покретни празник којим се обележава прва недеља после Васкрса. 
Овај празник представља обновљење Хришћанске Пасхе у осми дан после њеног празновања. Богослужбене радње су у свему сличе васкршњем богослужењу. Читају се делови Јеванђеља у којима се говори о сумњи апостола Томе у Христово Васкрсење, његовом виђењу васкрслог Христа и благослову свих који верују не видевши.
А Тома, који се зове Близанац, један од дванаесторице, не беше онде са њима кад дође Исус. (Јован 11:16)
А други му ученици говораху: Видесмо Господа. А он им рече: Док не видим на рукама Његовим рана од клина, и не метнем прста свог у ране од клина, и не метнем руке своје у ребра Његова, нећу веровати. И после осам дана опет беху ученици Његови унутра, и Тома с њима. Дође Исус кад беху врата затворена, и стаде међу њима и рече: Мир вам. Потом рече Томи: Пружи прст свој амо и види руке моје; и пружи руку своју и метни у ребра моја, и не буди неверан него веран. И одговори Тома и рече Му: Господ мој и Бог мој. Псал. Исус му рече: Пошто ме виде веровао си; благо онима који не видеше и вероваше. (2 Кор. 5:7, 1 Пет. 1:8)